# Al-Mashrafah, Tỉnh Hama
Al-Mashrafah (tiếng Ả Rập: المشرفة) là một ngôi làng Syria nằm ở phó huyện Ayn Halaqim ở huyện Masyaf, Hama. Theo Cục Thống kê Trung ương Syria (CBS), al-Mashrafah có dân số 1.555 trong cuộc điều tra dân số năm 2004.